# Quintus Marcius Rex (consul in 118 v.Chr.)
Quintus Marcius Rex (Q. Marcius Q. f. Q. n. Rex) was samen met Marcus Porcius Cato consul van het jaar 118 v.Chr. en stichter van de - naar hem genoemde - colonia Narbo Martius (het huidige Narbonne).
Hij was de zoon van Quintus Marcius Rex, die praetor was in 144 v.Chr. en mogelijk zelfs de kleinzoon van Quintus Marcius Rex, die tribunus plebis was in 196 v.Chr. Zijn familia had dus al de ladder van de cursus honorum tot op zekere hoogte beklomen.
Tijdens zijn ambtstermijn had hij de leiding over de Romeinse legioenen in een oorlog tegen de Styni, een Keltische stam in Ligurië. Hij behaalde een glansrijke overwinning en verkreeg in het daaropvolgende jaar het recht een triomftocht te mogen houden in Rome. Gedurende zijn consulaat verloor hij echter ook zijn enige zoon, maar dit tragische verlies weerhield hem er niet van om op de dag van de begrafenis zijn officiële taken te vervullen in de Senaat.
De zuster van Quintus Marcius Rex, Marcia, was getrouwd met Gaius Julius Caesar, de grootvader van Julius Caesar, de dictator.

## Antieke bronnen
- Plinius maior, Naturalis Historia II 31.
- Aulus Gellius, XIII 19.
- Livius, Epit. 62.
- Orosius, V 14.
- Fasti Capitolini.
- Valerius Maximus, V 10 § 3.

## Referentie
- W. Smith, art. Rex, Marcius (4), in W. Smith (ed.), A dictionary of Greek and Roman biography and mythology, III, Boston, 1867, p. 645.